# Kreuzkarspitze
Pour les articles homonymes, voir Kreuzspitze.
La Kreuzkarspitze est une montagne qui s'élève à 2 587 m d'altitude dans les Alpes d'Allgäu dans le land du Tyrol en Autriche.